# リンカーン郡 (ウェストバージニア州)

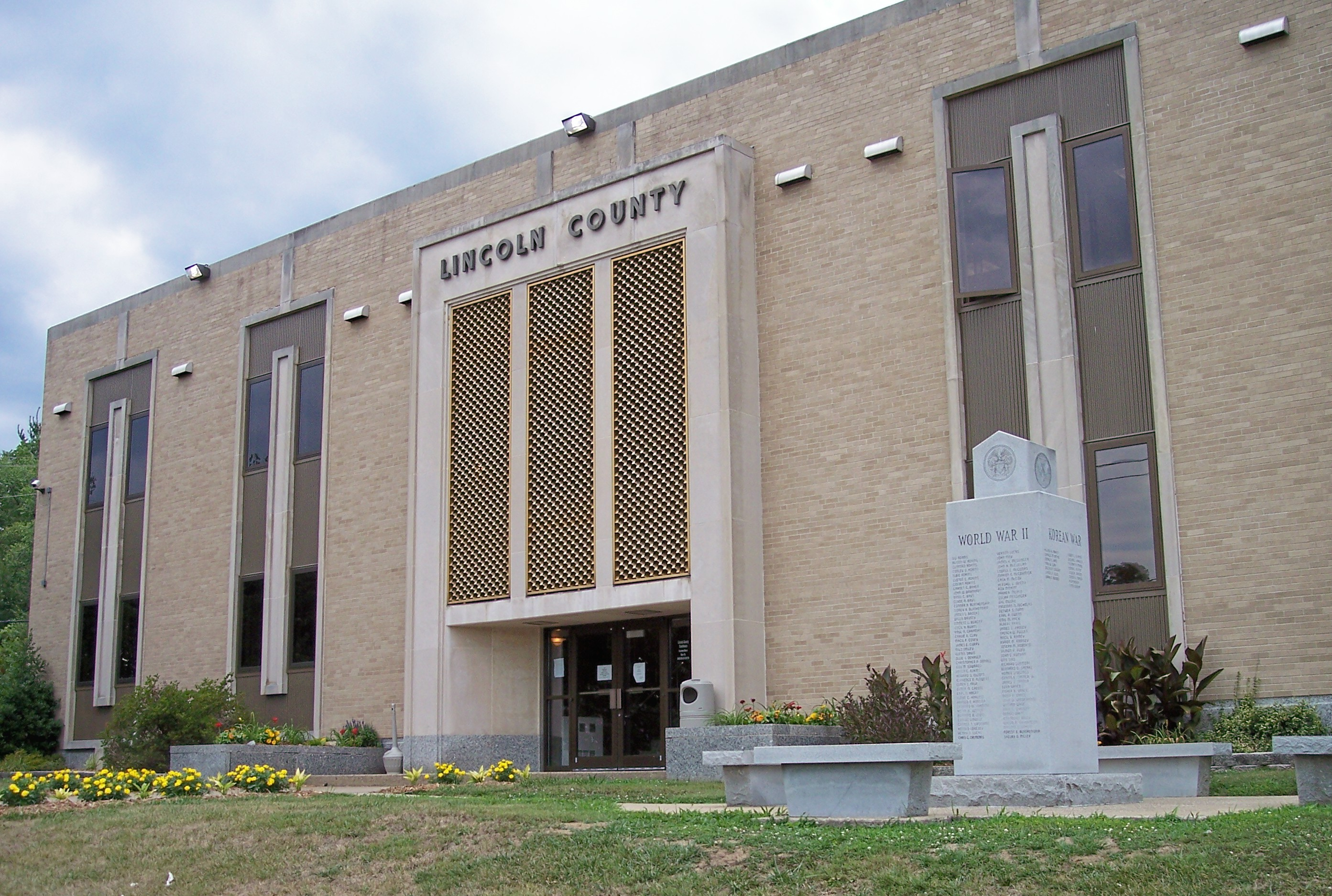
ハムリンにあるリンカーン郡庁舎（2007年）

リンカーン郡（英: Lincoln County）は、アメリカ合衆国ウェストバージニア州の西部に位置する郡である。2010年国勢調査での人口は21,720人であり、2000年の22,108人から1.8%減少した。郡庁所在地はハムリン町（人口1,142人）であり、同郡で人口最大の法人化町でもある。リンカーン郡は南北戦争後の1867年に設立され、郡名は、エイブラハム・リンカーンに因んで名付けられた。
リンカーン郡はケンタッキー州とオハイオ州にも跨るハンティントン・アシュランド大都市圏に属している。2010年時点で都市圏人口は287,702人である。2013年2月28日から都市圏の定義が変わり、人口は363,000人となった。

## 歴史
リンカーン郡は1867年2月23日に、ブーン郡、キャベル郡、カナー郡、パットナム郡のそれぞれ一部を合わせて設立された。
現在のリンカーン郡に入植した最初のイングランド人開拓者は、ジェシー、ジョン、デイビッド、ウィリアム、モーゼスのマコマ一家だった。1799年、彼等は広さ20エーカー (80,000 m2) の土地にトウモロコシを栽培した。この地域でトウモロコシ栽培は初めてのことだった。その年の後半にバージニア州東部に戻って他の家族を連れてきた。当時、その地域に敵対的なインディアンがいるのか、あるいは土壌が耕作に適しているのか、分かっていなかったので、当初は孤立したような状態だった。このマコマ一家に間もなく、ジョン・ルーカス、ウィリアム・ヒンチ、ジョン・ジョンソンが加わった。1800年頃には丸太小屋を建設した。
南北戦争後、元南軍兵がアメリカ連合国大統領ジェファーソン・デイヴィスに因み、「デイビス郡」と改名しようとしたが、徒労に終わった。

## 地理
アメリカ合衆国国勢調査局に拠れば、郡域全面積は439平方マイル (1,136 km2)であり、このうち陸地437平方マイル (1,133 km2)、水域は1平方マイル (3 km2)で水域率は0.26%である。

### 主要高規格道路
- アメリカ国道119号線
- ウェストバージニア州道3号線
- ウェストバージニア州道10号線
- ウェストバージニア州道34号線
- ウェストバージニア州道37号線
- ウェストバージニア州道214号線

### 隣接する郡
- パットナム郡 - 北
- カナー郡 - 北東
- ブーン郡 - 南東
- ローガン郡 - 南
- ミンゴ郡 - 南西
- ウェイン郡 - 西
- キャベル郡 - 北西

## 人口動態
以下は2000年国勢調査による人口統計データである。
| 基礎データ - 人口: 22,108人 - 世帯数: 8,664 世帯 - 家族数: 6,532 家族 - 人口密度: 20人/km2（50人/mi2） - 住居数: 9,846軒 - 住居密度: 9軒/km2（22軒/mi2） 人種別人口構成 - 白人: 99.04% - アフリカン・アメリカン: 0.06% - ネイティブ・アメリカン: 0.17% - アジア人: 0.06% - 太平洋諸島系: 0.01% - その他の人種: 0.06% - 混血: 0.61% - ヒスパニック・ラテン系: 0.55% 年齢別人口構成 - 18歳未満: 23.6% - 18-24歳: 9.3% - 25-44歳: 29.1% - 45-64歳: 24.9% - 65歳以上: 13.1% - 年齢の中央値: 37歳 - 性比（女性100人あたり男性の人口） - 総人口: 97.2 - 18歳以上: 96.0 | 世帯と家族（対世帯数） - 18歳未満の子供がいる: 33.0% - 結婚・同居している夫婦: 60.4% - 未婚・離婚・死別女性が世帯主: 10.8% - 非家族世帯: 24.6% - 単身世帯: 22.2% - 65歳以上の老人1人暮らし: 10.4% - 平均構成人数 - 世帯: 2.54人 - 家族: 2.94人 収入と家計 - 収入の中央値 - 世帯: 22,662米ドル - 家族: 28,297米ドル - 性別 - 男性: 30,810米ドル - 女性: 18,270米ドル - 人口1人あたり収入: 13,073米ドル - 貧困線以下 - 対人口: 27.9% - 対家族数: 22.8% - 18歳未満: 37.6% - 65歳以上: 20.8% |

## 都市と町

### 町
- ハムリン - 郡庁所在地
- ウェストハムリン
- ソッド

### 国勢調査指定地域
- アラムクリーク（部分）
- ハーツ

### 未編入の町
| - アルコル - アテンビル - ビッグアグリー - ブランチランド | - ドリー - イーデンパーク - フェレルズバーグ - フォーティーン | - フライ - ジル - グリーンショール - グリフィスビル | - リート - ミッドキフ - プレザントビュー - レンジャー | - レクター - ソッド - スパーロックビル - サマーコ | - スウィートランド - ウォーレン - ウィワンタ - ヨーキー |

## 著名な出身者
- チャック・イェーガー（1923年- ） — アメリカ空軍テストパイロット、准将、1948年に初めて音速の壁を破った